# Armoiries du Togo
 (novembre 2022).

Armoiries officielles du Togo.

Les armoiries du Togo sont le symbole officiel de la République togolaise, un pays situé en Afrique de l'Ouest. Elles incarnent les valeurs fondamentales et l'identité nationale du pays. Les armoiries actuelles ont été confirmées en 2008 par la Cour constitutionnelle, après une clarification nécessaire à la suite d’usages variables depuis les années 1990. Elles s'inscrivent dans la continuité des représentations officielles établies au moment de l'indépendance du pays en 1960.

## Description des l'armoiries
Les armoiries se composent de deux lions rouges debout et adossés, tenant des arcs et des flèches, symboles du courage, de la vigilance et des traditions togolaises. L'écu central est orné des initiales de la République togolaise, tandis que deux drapeaux croisés et la devise nationale, Travail, Liberté, Patrie, rappellent l'unité et la souveraineté du peuple togolais. Ces éléments illustrent la capacité du peuple à défendre son indépendance et sa liberté avec fierté.
Depuis leur adoption, les armoiries n'ont pas subi de modification majeure mais ont été sujettes à des ajustements pour assurer leur cohérence et leur représentation officielle dans les documents de l'État.

## Histoire des armoiries du Togo

### Anciennes versions

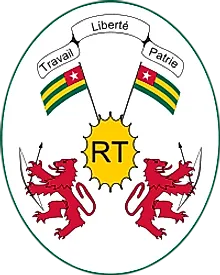
Version antérieure des armoiries du Togo.

Les armoiries officielles du Togo ont été adoptées le 14 mars 1962, deux ans après l'indépendance. Leur conception symbolise des valeurs importantes pour le pays, notamment le courage et la vigilance du peuple togolais. Elles présentent deux lions rouges tenant chacun un arc et une flèche, qui rappellent les moyens traditionnels de défense et la liberté. Ces lions représentent aussi la force et la bravoure des citoyens. Entre eux se trouve un écu doré avec les initiales "RT" (République Togolaise), surmonté de deux drapeaux togolais. Une banderole affiche la devise nationale actuelle : Travail, Liberté, Patrie.
Au fil des années, les armoiries ont connu des adaptations mineures, notamment dans leur graphisme ou leur usage, pour refléter des évolutions dans les structures politiques et administratives du pays. Cependant, leur essence et leurs éléments symboliques fondamentaux n'ont pas changé, marquant la continuité de l'identité nationale togolaise.

### Apport de la Constitution de 1992
L'article 3 alinéa 5 de la loi fondamentale précise que les armoiries de la République togolaise sont ainsi constituées :
- Écu blanc de forme ovale bordé de vert (d'argent à la filière de sinople), en haut l'emblème national : un listel portant la devise nationale déployée au-dessus de deux drapeaux nationaux mouvant de l'écusson (en chef la devise déployée soutenue de deux drapeaux mouvant de l'écusson en cœur) ; au centre en noir les initiales "RT" pour "République togolaise" sur un fond d'or dentelé en croissant (en cœur à l'écusson ovale d'or échancré chargé des lettres capitales de sable R et T, sommé de deux drapeaux nationaux adossé posé en chevron versé) ; en bas dans le tiers inférieur, deux lions rouges adossés (accompagné en pointe de deux lions de gueules adossés, armés et lampassés de gueules et tenant chacun un arc et une flèche de sable).

## Comment "blasonner" les armoiries du Togo
Le blasonnement des armoiries du Togo suit les règles strictes de l'héraldique, une science ancienne qui permet de décrire avec précision et sans ambiguïté les symboles et éléments héraldiques. Les armoiries du Togo, adoptées en 1962, se décrivent ainsi en commençant par l'écu, qui est l'élément central et identitaire.
L'écu est de champ or, sur lequel figurent les lettres "RT" en rouge, représentant la "République Togolaise". Ce champ est surmonté de deux drapeaux togolais croisés. Le tout est flanqué de deux lions rouges dressés, tenant chacun un arc et une flèche. Ces lions symbolisent le courage et la défense de la liberté nationale. La devise nationale, inscrite sur un listel en bas, est "Travail, Liberté, Patrie".
Les couleurs et éléments suivent la règle de contrariété des couleurs, garantissant la lisibilité. Les lions rouges sur fond or rappellent les métaux et émaux traditionnels de l'héraldique, et l'arrangement global illustre la force, la vigilance et l’unité nationale.